# عرب فارس (كتاب)
عرب فارس هو كتاب تاريخي من تأليف الأستاذ محمد بن دخيل العصيمي يتاول فيه تاريخ القبائل العربية التي هاجرت إلى الساحل الشرقي من الخليج العربي ليجاوروا الفرس.

## أقسام الكتاب

### توطئة
في الشاطئ الثاني من الخليج العربي أي في الضفة الشرقية للخليج اعتبارا من منطقة (عربستان) المقابلة لمنطقة البصرة في العراق حتى قريب من البحر العربي مقابل سلطنة عمان توجد قبائل عربية وأسر انتقلت إلى ذلك الشاطئ في فترات مختلفة من الزمن وذلك من بداية الفتوحات الإسلامية الأولى إذا لم تكن قبل ذلك .. وقد أقامت هذه القبائل دول وإمارات وكان من أشهر هذه الدول والإمارات تلك الإمارات التي قامت في عربستان و تلك التي قامت في بوشهر و كذلك في جزيرة هرمز ثم قامت إمارات ودول أخرى في (بر فارس) أو ما يسمى بمنطقة (شيبكوه) وهي حكومات وإمارات متأخرة وقد طمست معالم تلك الإمارات وأنهت الدولة الإيرانية أغلبية هذه الإمارات ورحل كثير من أهلها إلى الساحل الغربي فرارا من الاضطهاد.
وهذه الأسر والقبائل تسمى في اللهجة الفارسية (هولة) و معناها (حوله) أي القبائل المتحولة من الساحل الغربي إلى الساحل الإيراني و لإن اللغة الإيرانية لا تنطق حرف (الحاء) قلبت (هاء) فقالوا الهولة .. وأثار موضوع هذه القبائل الأستاذ (صالح الذكير) في جريدة اليوم العام 1417 هـ و لأنه لم يورد إلا رؤوس أقلام جمعت ما توفر لي من معلومات و عقبت على ما كتبه الذكير ثم عدت بعد ذلك وأعدت صياغته و فيما يلي تفصيل هذه الإمارات و الدول التي قامت في بر فارس أو منطقة (شيبكوه) من القبائل العربية (الهولة) التي انتقلت من سواحل الجزيرة العربية إلى الساحل الشرقي للخليج ثم عادت بعد ذلك في هجرة معاكسة.

### فصول البحث عن القبائل العربية في بر فارس موزعة حسب مناطق تلك القبائل
ويستعرض المؤلف الإمارات (أو الدول - بما في ذلك دولة العباسيين) التي قامت هناك إضافة إلى تراجم للعديد من أعلام تلك القبائل.

### أشهر الأسر العربية في بر فارس
- منطقة بني العباس في بستك، يتضمن كذلك دولة العباسيين ( 1084 - 1387 هـ / 1673 - 1967 م)
- إمارة المدنيين
- منطقة قواسم لنجة
- المنطقة التابعة لقبيلة آل حرم
- المنطقة التابعة لقبيلة بني خالد - النصوريين - القسم الغربي
- المنطقة التابعة لقبيلة بني خالد - النصوريين - القسم الشرقي
- المنطقة التابعة لقبيلة المرازيق
- المنطقة التابعة لقبيلة بني علي
- المنطقة التابعة لقبيلة بني حماد - المنطقة الغربية - المنطقة الشرقية
- المنطقة التابعة لقبيلة عبيدل
- المنطقة التابعة لقبيلة بن بشر